# Invasion of the Dinosaurs
A Invasion of the Dinosaurs a Doctor Who sorozat hetvenegyedik része, amit 1974. január 12. és február 16. között vetítettek hat epizódban.

## Történet
A Doktor és Sarah egy kiürített Londonba érkeznek vissza. Szerencsétlen véletlen folytán az ellenőrző járőrök fosztogatóknak nézik őket és katonai rögtönítélő bíróság elé állítják mindkettőjüket. Mi köze mindehhez a városban váratlanul megjelent őshüllőknek?
Később kiderül, hogy egy kis csapat ember akarja kiűzni az embereket Londonból, hogy visszavihessék a várost a múltba több kiválasztott emberrel.

## Epizódok listája
| Epizódok sorszáma  | Bemutató napja    | Hossza | Nézők száma (millió) | Formátum             |
| ------------------ | ----------------- | ------ | -------------------- | -------------------- |
| 1 (Invasion címen) | 1974. január 12.  | 25:29  | 11                   | Fekete-Fehér         |
| 2                  | 1974. január 19.  | 24:43  | 10,1                 | Pal 2-s videókazetta |
| 3                  | 1974. január 26.  | 23:26  | 11                   | Pal 2-s videókazetta |
| 4                  | 1974. február 2.  | 23:33  | 9                    | Pal 2-s videókazetta |
| 5                  | 1974. február 9.  | 24:30  | 9                    | Pal 2-s videókazetta |
| 6                  | 1974. február 16. | 25:34  | 7,5                  | Pal 2-s videókazetta |

## Könyvkiadás
A könyvváltozatát 1976. február 19-én adta ki a Target könyvkiadó.

## Otthoni kiadás
- VHS-en 2003-n adták ki. Ez volt az utolsó alkalom hogy teljes Doctor Who történetet adtak ki VHS-en.
- DVD-n 2012. január 9-én adták ki, a Unit Files dobozban (a másik dobozban szereplő történet a The Android Invasion volt).

### Fordítás
- Ez a szócikk részben vagy egészben  az   Invasion of the Dinosaurs című angol Wikipédia-szócikk fordításán alapul.  Az eredeti cikk szerkesztőit annak laptörténete sorolja fel. Ez a jelzés csupán a megfogalmazás eredetét és a szerzői jogokat jelzi, nem szolgál a cikkben szereplő információk forrásmegjelöléseként.